# Ralf Schneider (Fußballspieler, 1962)
Ralf Schneider (* 23. Oktober 1962) ist ein deutscher ehemaliger Fußballspieler, der in den 1980er-Jahren für die Betriebssportgemeinschaft (BSG) Sachsenring Zwickau in der DDR-Oberliga, der höchsten Liga im DDR-Fußball spielte.

## Sportliche Laufbahn
Nachdem Ralf Schneider bis 1981 mit der BSG Einheit Grünbach in der Kreisklasse Auerbach gespielt hatte, wurde er zur Saison 1981/82 zum regionalen Fußballschwerpunkt FC Karl-Marx-Stadt delegiert, wo er bereits als Jugendlicher gespielt hatte. Dort wurde er zunächst in den Kader der Nachwuchsoberligamannschaft aufgenommen. 1981/82 war er dort als Mittelstürmer Stammspieler und erzielte fünf Tore. Fünfmal wurde Schneider auch in Punktspielen der 1. Mannschaft eingesetzt, in denen er einmal als rechter Stürmer die volle Spieldauer absolvierte. Für die Saison 1982/83 rückte er offiziell in die 1. Mannschaft auf. Er wurde auch sofort am ersten Oberligaspieltag als Mittelstürmer eingesetzt, bestritt danach aber erst wieder in der Rückrunde drei weitere Punktspiele, zweimal nur als Einwechsler. Die meisten Einsätze hatte Schneider nach wie vor in der Nachwuchsoberliga mit neun Spielen, in der er dreimal zum Torerfolg kam.
Auch zur Spielzeit 1983/84 wurde Schneider vom FCK wieder für die Oberliga gemeldet. Dort kam er aber nicht mehr zum Einsatz, die Nachwuchsoberliga war eingestellt worden. Am 12. Spieltag der zweitklassigen DDR-Liga tauchte Ralf Schneider erstmals beim Oberligaabsteiger Sachsenring Zwickau auf. Dort bestritt er bis zum letzten Spieltag zehn Ligaspiele, in denen er in der Regel im Mittelfeld eingesetzt wurde und ein Tor erzielte. Sachsenring wurde Staffelsieger und beteiligte sich in der Oberligaaufstiegsrunde. Dort wurde Schneider in sieben der acht Begegnungen aufgeboten, wurde nun hauptsächlich als Stürmer aufgeboten und erzielte zwei Tore. Als Vierter unter fünf Mannschaften verpasste seine Mannschaft den Aufstieg. In seiner zweiten DDR-Liga-Saison gelang Schneider 1984/85 der Durchbruch zum Stammspieler. In der erstmals mit 34 Spielen ausgetragenen Saison bestritt er alle Partien durchgehend als linker Mittelfeldspieler und wurde mit vierzehn Treffern hinter Peter Keller (15) zweitbester Torschütze der Zwickauer. Diese wurden erneut Staffelsieger und stiegen bei nun zwei Staffeln unmittelbar in die Oberliga auf. Auch dort war Schneider 1985/86 als Stammspieler gesetzt, wurde von Trainer Jürgen Croy diesmal aber variabel sowohl im Angriff als auch im Mittelfeld aufgeboten. Nach 21 Spielen fiel Schneider für den Rest der Saison aus, sodass er nur auf 21 Oberligaspiele und drei Tore kam. Sachsenring gelang es nicht, sich in der Oberliga zu behaupten. So musste Schneider die nächsten zwei Spielzeiten wieder in der DDR-Liga verbringen. In den in dieser Zeit ausgetragenen 68 Ligaspielen bestritt er 58 Begegnungen und kam in jeder Saison zu acht Toren.
1988 gelang Sachsenring der Wiederaufstieg in die Oberliga, im Mai war Ralf Schneider aber für achtzehn Monate zum Wehrdienst in der Nationalen Volksarmee eingezogen worden.
Im Oktober 1989 kehrte Schneider wieder zur BSG Sachsenring Zwickau zurück und erhielt sofort wieder einen Stammplatz in der Mannschaft. Zunächst als Stürmer eingesetzt, kam er in der Rückrunde wieder im Mittelfeld zum Einsatz. Er kam auf 22 Ligaspiele und bewies mit seinen fünf Treffern wieder seine Torgefährlichkeit. Wendebedingt wandelte sich die Zwickauer BSG Anfang 1990 in den „Fußball-Sport-Verein Zwickau“ um. 1990/91 bestritt Schneider vorerst seine letzte zweiklassige Spielzeit. Sie verlief für ihn günstig, denn er gehörte als Mittelfeldspieler mit 27 Einsätzen bei 30 Runden weiterhin zur Stammelf und war mit zehn Toren wieder ein treffsicherster Spieler. Der FSV erreichte als Staffelsieger die Aufstiegsrunde zur 2. Bundesliga, verpasste aber den Aufstieg. Anschließend folgten drei Spielzeiten in der neu eingerichteten drittklassigen Oberliga Nordost. 1994 erreichte der FSV den Aufstieg in die 2. Bundesliga, in der Ralf Schneider 1994/95 seine letzte Saison im höherklassigen Fußball absolvierte. Schon 32-jährig war er immer noch Stammspieler des FSV, von den 34 Punktspielen absolvierte er 32 Begegnungen und schoss am 11. Spieltag gegen die SG Wattenscheid 09 beim 2:1-Heimsieg sein letztes Tor im höherklassigen Fußball.
Als Freizeitfußballer spielte er ab 1995 beim fünftklassigen Landesligisten VfB Auerbach.